# Klingelnberg
Die Klingelnberg-Gruppe ist ein Maschinenbau-Unternehmen mit Sitz in Zürich-Oerlikon. Marken sind Klingelnberg (Präzisionsmesszentren und Antriebstechnik), Oerlikon (Kegelrad-Technologie) und Höfler (Stirnrad-Technologie) mit den Produktionsstandorten in Hückeswagen und Ettlingen.

## Geschichte

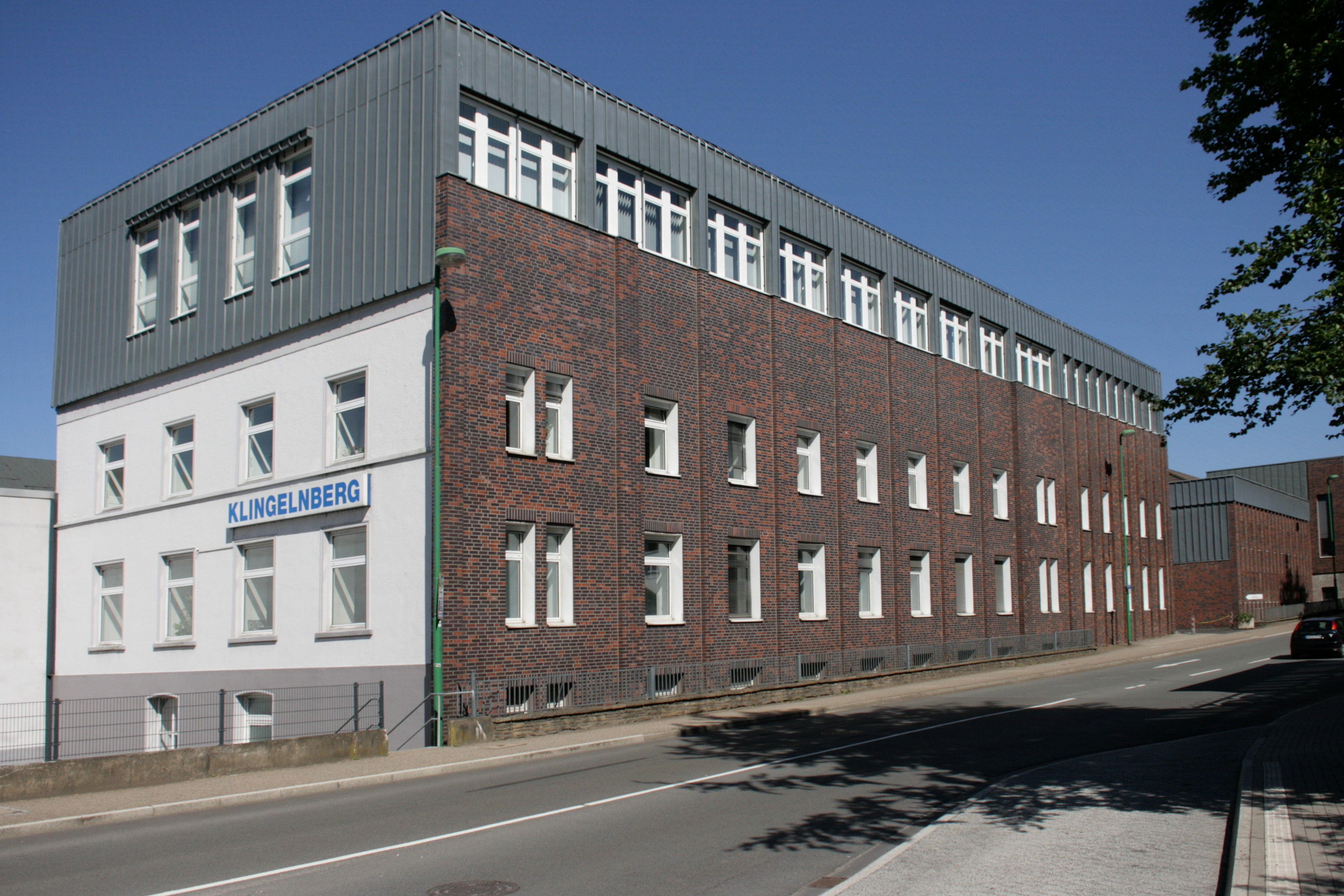
Verwaltungsgebäude in Hückeswagen

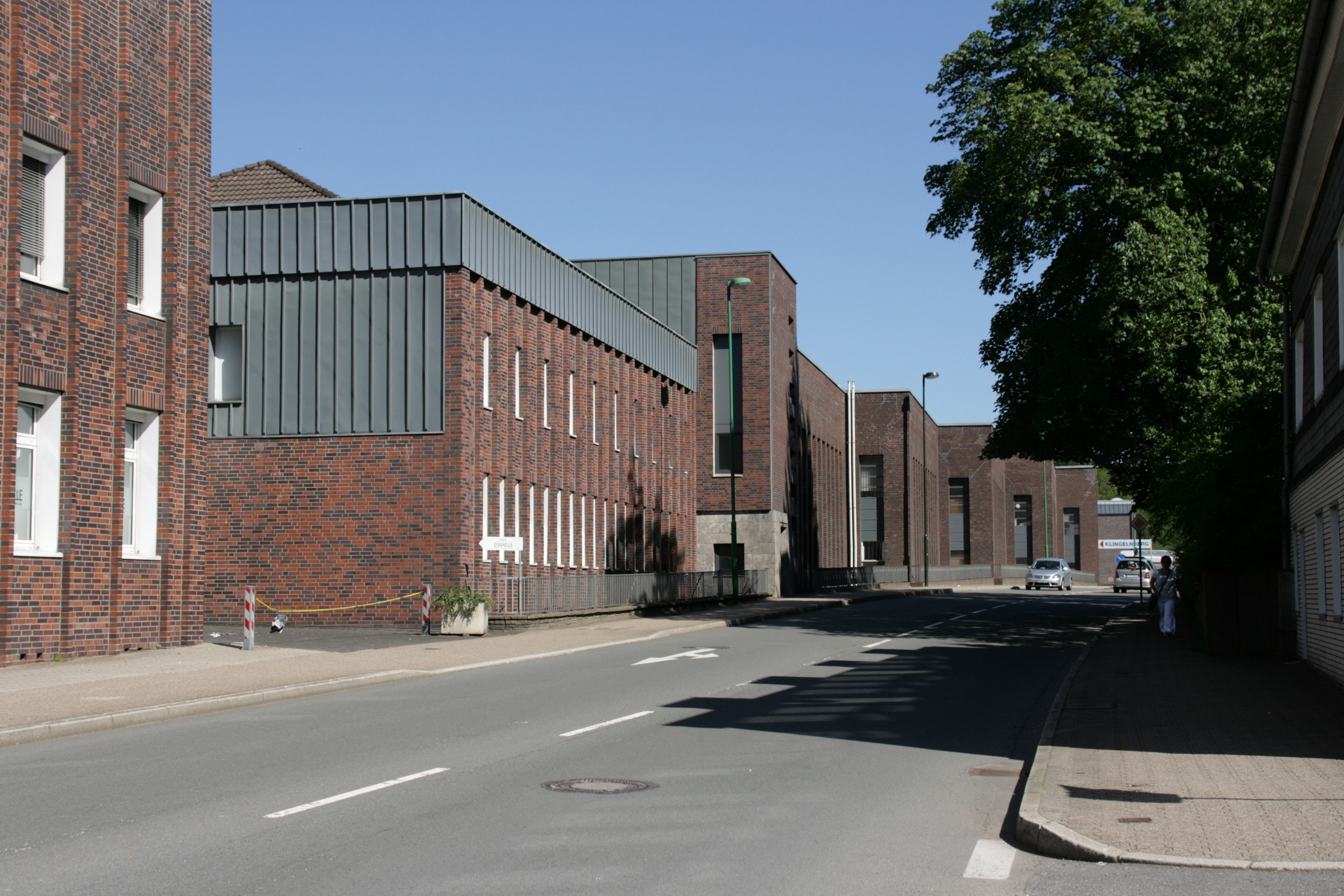
Markante Blockfassade aus den 1930er Jahren

Das Klingelnberg-Unternehmen wurde 1863 in Remscheid als Witwe Ferdinand Klingelnberg Söhne von Julius und Ernst Klingelnberg gegründet. Anna Helene Klingelnberg veranlasste 1863 die Eintragung der Handlung für Stahl- und Eisenwaren in Remscheid ins Handelsregister (W. Ferd. Klingelnberg).
1908 wurde mit der Produktion von Werkzeugen und Maschinenmessern in einer eigenen Fertigungsstätte in Remscheid-Berghausen begonnen. 1916 verlagerte man die Werkzeugfabrikation von Remscheid nach Hückeswagen an die Peterstraße in eine stillgelegte frühere Textilfabrik. Die Brüder Klingelnberg und Franz Schnabel
gründeten die „Anker Munitions- und Werkzeugfabrik“. Nach einem Brand im März 1917 wurde das Werk wieder aufgebaut und nach der Liquidierung 1918 von Klingelnberg alleine weitergeführt. Ab 1922 erfolgte dort unter Oberingenieur Heinrich Schicht die Entwicklung und Produktion des kontinuierlichen Kegelrad-Wälzfräsverfahrens nach dem Palloid-Verfahren. Eine der ersten von Klingelnberg gebauten Kegelradwälzfräsmaschinen steht im Deutschen Museum in München. Am Standort Remscheid (Berghauser Straße 54–62) wurden weiter Industriemesser und Scheren gefertigt. In Remscheid-Preyersmühle Schmiedeteile aus Eisen und Stahl sowie Schleif- und Poliermaschinen. Vor dem Zweiten Weltkrieg beschäftigte Klingelnberg rund 500 Menschen. 1951 kam es zur Gründung der ersten Tochtergesellschaften im Ausland. Das Unternehmen erwarb 1989 die in Oberweier bei Ettlingen ansässige Dr. Wiener GmbH. Mit der Übernahme erfolgte der Einstieg in das Kegelradschleifen.
1991 trennten sich die Klingelnberg GmbH Hückeswagen und die IKS Klingelnberg GmbH in Remscheid. Die IKS Klingelnberg ist seitdem eine selbstständige Unternehmensgruppe. 1993 übernahm man die Oerlikon Geartec AG in Zürich. 1989 und fünf Jahre später wurden 100 Prozent der Aktien der CM Digit, Ettlingen erworben.
Im Jahr 2008 wurde im Hückeswagener Stadtteil Winterhagen eine Halle für die Großkegelradfertigung eröffnet. 2010 wurde die neue Unternehmenszentrale in Zürich fertiggestellt und eingeweiht. 2012 erfolgte die Übernahme der Höfler Maschinenbau GmbH durch die Klingelnberg Gruppe sowie die Umfirmierung zur Klingelnberg GmbH. Damit wurde das Produktprogramm um Abwälzfräsmaschinen und Zahnflankenschleifmaschinen für Stirnradbearbeitungen ergänzt. Mit der Übernahme der Firma Höfler endete zum 31. Dezember 2012 eine jahrelange Zusammenarbeit mit der Liebherr-Verzahntechnik aufgrund von Produktüberschneidungen im Angebot.
Am 30. Mai 2018 gab das Unternehmen bekannt, 50 Prozent der Aktien an der Six in Zürich zu streuen. Seit dem 20. Juni 2018 ist das Unternehmen kotiert mit der Familie Klingelnberg als Ankeraktionär.
Ende 2022 wurde eine neue Montagehalle mit eigener Logistik in Hückeswagen-Winterhagen eingeweiht.

## Heutige Tätigkeitsfelder
Die Klingelnberg Gruppe ist neben Gleason-Pfauter einer der beiden Weltmarktführer in der Entwicklung, Fertigung und Lieferung von Maschinen zur Herstellung von spiralverzahnten Kegelrädern und verwandten Produkten. Hauptprodukt sind Verzahnungskomponenten für den Maschinenbau und die Entwicklung und Herstellung von Maschinen für die Fertigung von Verzahnungen, von Präzisionsmesszentren für rotationssymmetrische Objekte aller Art sowie die Fertigung von Getriebekomponenten im Kundenauftrag. Diese Maschinen werden für die Herstellung von Zahnrädern in Getrieben im Transportwesen, Schiffbau, Bergbau, Maschinen- und Werkzeugmaschinenbau sowie im Bereich der erneuerbaren Energiegewinnung eingesetzt.
Standorte des Unternehmens sind die Zentrale der Klingelnberg AG in Zürich sowie die der GmbH in Hückeswagen (Peterstraße, B 237) mit 650 Mitarbeitern, Winterhagen mit 100 Mitarbeitern, Wermelskirchen und Ettlingen. Weitere Vertriebs-, Serviceniederlassungen und Handelsvertretungen befinden sich in Italien, Frankreich, Spanien, Russland, Japan, Indien, China, Brasilien, den USA und Mexiko.
Das Unternehmen ist regelmäßiger Aussteller unter anderem auf der EMO Hannover sowie der Control in Stuttgart. Klingelnberg ist Aussteller bei Messen im Ausland wie zum Beispiel der JIMTOF.

## Familie Klingelnberg
Die Auflistung der am Unternehmen beteiligten Familienmitglieder ist nicht vollständig.
- Julius Klingelnberg (* 1843, † 1897), Stahl- und Eisenhändler – Mitbegründer der Firma
- Ernst Klingelnberg, Stahl- und Eisenhändler – Mitbegründer der Firma
- Gustav Adolf Klingelnberg (* 7. September 1880 in Remscheid, † 9. Dezember 1947 Remscheid), Werkzeug- und Werkzeugmaschinenfabrikant, Vorstandsmitglied des Reichsverbandes der Deutschen Industrie, Mitbegründer des Gesamtverbandes der Deutschen Werkzeugindustrie. Auf seine Initiative wurde die Versuchsanstalt der Remscheider Werkzeugindustrie gegründet.[7]
- Walter Friedrich Klingelnberg
- Günter Klingelnberg († 1959), Hauptgeschäftsführer der Messerfirma W. Ferd. Klingelnberg Söhne, Remscheid. Zwischen 1949 und 1959 Persönlich Förderndes Mitglied der Max-Planck-Gesellschaft (MPG) zur Förderung der Wissenschaften.
- Wolfgang Klingelnberg, Zwischen 1961 und 1969 Persönlich Förderndes Mitglied der MPG.
- Diether Klingelnberg (* 22. März 1944 in Eickelborn, † 15. Oktober 2022), zwischen 24. März 1969 und 2004 CEO bei Klingelnberg. Ab 2004 im Verwaltungsrat der Klingelnberg AG. Zwischen 2001 und 2004 Präsident des VDMA[16] sowie zwischen 2003 und 2006 Vizepräsident des BDI. Zwischen 1969 und 1975 Persönlich Förderndes Mitglied der MPG.
- Jan Klingelnberg (* 1971), von 2004 bis 2024 CEO der Klingelnberg AG und der Klingelnberg Group, seit 2013 Vorsitzender des Aufsichtsrats, seit 2024 Mitglied des Aufsichtsrats

Das Wirtschaftsmagazin Bilanz schätzt das Vermögen der Familie Klingelnberg im Jahr 2018 auf 325 Millionen Schweizer Franken, womit die Familie auf Platz 221 der 300 reichsten Schweizer landet.

## Firmenlogo
Das Klingelnberg-Logo besteht aus einer Kugel, die einen Globus darstellt. Dieser befindet sich in einem ihn umgebenden Fünfeck das die fünf Kontinente symbolisiert. Das Fünfeck war bereits anfänglich im Firmenlogo von Klingelnberg Remscheid vorhanden. Das erste Firmensymbol des Hückeswagener Firmenteils war zunächst ein Anker, unter dem Klingelnberg Werkzeuge verkaufte.